# Josef Mirschitzka
Josef Mirschitzka (* 13. Jänner 1914 in Wien-Floridsdorf; † 25. Mai 1980 ebenda) war ein österreichischer Fußballspieler, der für den SK Admira Wien spielte.

## Karriere
Mirschitzka spielte in den 1930ern für den SK Admira Wien in der vom Wiener Fußball-Verband ausgerichteten Meisterschaft in der I. Liga. In diesem Zeitraum gewann er als Abwehrspieler mit der Mannschaft zweimal die Meisterschaft. Den ÖFB-Cup gewann er 1932 gegen den Wiener AC (6:1; am 26. Mai) und 1934 gegen SK Rapid Wien (8:0; am 10. Mai).
Mit dem Anschluss Österreichs kam er ab der Saison 1938/39 (bis 1941/42) in der Gauliga Ostmark, zuletzt in der Gauliga Donau-Alpenland, in einer von 17, später auf 23 aufgestockten Gauligen zur Zeit des Nationalsozialismus als einheitlich höchste Spielklasse im Deutschen Reich, zu Punktspielen. In der zehn Mannschaften umfassenden Liga setzte er sich mit seiner Mannschaft als Erstplatzierter durch und nahm somit an der Endrunde um die Deutsche Meisterschaft teil. In dem in vier Gruppen ausgetragenen Wettbewerb setzte sich seine Mannschaft als Erstplatzierter der Gruppe 3 – aufgrund des besseren Torquotienten gegenüber den punktgleichen Stuttgarter Kickers – durch. In dieser bestritt er das dritte und sechste Spiel, wobei ihm am 14. Mai 1939 im letzten, beim 8:3-Sieg über den VfR Mannheim in Wien, mit dem Treffer zum 1:0 in der zweiten Minute sein einziges Tor gelang. Nachdem er mit seiner Mannschaft auch das am 4. Juni 1939 in Frankfurt am Main ausgetragene Halbfinale mit 4:1 gegen den Hamburger SV für sich entscheiden konnte, zog er mit ihr ins Finale ein. Die Begegnung mit dem FC Schalke 04 am 18. Juni 1939 im Berliner Olympiastadion endete für ihn und seine Mannschaft mit der deutlichen 0:9-Niederlage.
Ferner bestritt er im 1935 neu eingeführten Wettbewerb um den Vereinspokal insgesamt sechs Spiele. Im Viertelfinale des Tschammerpokal-Wettbewerbs kam er am 6. November 1938 in der Ausscheidungsrunde Ostmark bei der 0:6-Niederlage gegen den First Vienna FC erstmals zum Einsatz. Sein zweites Pokalspiel bestritt er am 20. August 1939 beim 0:1-Erstrunden-Aus gegen den SV Waldhof Mannheim. 1941 bestritt er für seine Mannschaft vier Pokalspiele, bevor sie ohne ihn am 12. Oktober in Dresden mit 2:4 dem Dresdner SC im Halbfinale unterlag.
Im Wettbewerb um den Mitropapokal, dem ersten großen internationalen Wettbewerb der Welt für Vereinsmannschaften, erreichte er mit seiner Mannschaft das in Hin- und Rückspiel ausgetragene Finale. Im Hinspiel am 5. September 1934 wurde der AGC Bologna im Wiener Praterstadion mit 3:2 bezwungen; das Rückspiel vier Tage später wurde mit 1:5 verloren. Zuvor kam er am 17. und 24. Juni beim 0:0- und 2:2-Unentschieden im Achtelfinale und am 1. Juli in Zürich beim 5:0-Sieg im notwendig gewordenen Entscheidungsspiel gegen den AC Neapel zum Einsatz. Auch das Hin- und Rückspiel im Viertelfinale am 18. und 22. Juli, das gegen Sparta Prag mit 4:0 gewonnen und mit 2:3 verloren wurde, bestritt er; ebenso das am 25. und 29. Juli gegen Juventus Turin mit 3:1 gewonnene Hinspiel und mit 1:2 verlorene Rückspiel im Halbfinale.
Josef Mirschitzka verstarb 1980 und wurde am 4. Juni 1980 am Friedhof Großjedlersdorf bestattet.

## Titel und Erfolge
- Deutsche Fußballmeisterschaft (1): 1939
- Gaumeister Ostmark (1): 1939
- Österreichische Fußballmeisterschaft (2): 1932, 1934
- ÖFB-Cup (2): 1931/32, 1933/34
- Mitropapokal: 2. Platz 1934